# Ulrich Roloff-Momin
Ulrich Roloff-Momin (* 29. April 1939 in Osnabrück) ist ein ehemaliger deutscher Politiker (FDP, parteilos).

## Leben
Nach Abitur und Banklehre studierte er ab Herbst 1962 Rechtswissenschaft an der Freien Universität Berlin und legte beide Staatsexamina ab, das Zweite mit Prädikat.
Ab 1969 war Roloff-Momin Mitglied der FDP. Nachdem die FDP 1982 mit der CDU/CSU auf Bundesebene eine Koalition gebildet hatte, trat er 1983 aus der FDP aus. Von 1975 bis 1977 war er Mitglied des Abgeordnetenhauses von Berlin und dort Vorsitzender des neugegründeten Ausschusses für Kunst. Im November 1977 wurde er zum Präsidenten der Hochschule der Künste Berlin gewählt und 1984 und 1989 im Amt bestätigt. Bis 1991 war er langjähriger Präsident der Neuen Gesellschaft für Bildende Kunst.
Im Januar 1991 wurde er vom Berliner Abgeordnetenhaus als parteiloser, jedoch für die SPD nominierter Senator für Kulturelle Angelegenheiten in den Senat von Berlin gewählt. Er berief Daniel Barenboim als Künstlerischen Leiter und Generalmusikdirektor an die Staatsoper Unter den Linden, Thomas Langhoff als Intendanten an das Deutsche Theater, Frank Castorf an die Volksbühne und Manuel Schöbel an das damalige Theater der Freundschaft, später carrousel Theater an der Parkaue (jetzt Theater an der Parkaue), hielt den Intendanten des Maxim-Gorki-Theaters, Albert Hetterle, gegen erheblichen politischen Widerstand im Amt.
Roloff-Momin schuf die politischen Voraussetzungen für die Vereinigung der Akademie der Künste der ehemaligen DDR mit der Akademie der Künste Berlin, überführte die „Topographie des Terrors“ in die Rechtsform einer selbständigen Stiftung, schuf die politischen Voraussetzungen für die Gründung des Filmboards Berlin/Brandenburg und kaufte den Nachlass von Marlene Dietrich für das Filmmuseum Berlin an. Ein Höhepunkt seiner Amtszeit war die Verhüllung des Reichstagsgebäudes durch die Aktionskünstler Christo und Jeanne-Claude im Juni 1995, die ca. 4,5 Millionen Besucher hatte.
In seine Amtszeit fielen die Schließungen des Schillertheaters und des Metropol-Theaters, der weltweit einzigen deutschsprachigen Repertoire-Operettenbühne.
Nach der Abgeordnetenhauswahl vom 22. Oktober 1995 wurde er von der SPD nicht mehr nominiert und zog sich aus der Politik zurück.
Roloff-Momin wohnt und arbeitet in Mecklenburg-Vorpommern und Berlin, ist seit 1993 in dritter Ehe mit Christine Fischer-Defoy verheiratet und hat zwei Kinder.

## Schriften
- Zuletzt: Kultur (1997)
- Der Dirigent Kurt Sanderling (2002)